# Перлюстрація
Перлюстрація — таємне розпечатування й перегляд певними органами приватних листів.

Слід відрізняти перлюстрацію від військової цензури, а також від законного і санкціонованого в установленому порядку огляду (виїмки) повідомлень конкретних відправників або одержувачів. Спочатку поняття «перлюстрація» стосувалося лише поштової кореспонденції, проте останнім часом використовується і щодо інших документальних засобів зв'язку — від телеграфу до електронної пошти. Відносно голосового зв'язку використовується термін «прослуховування переговорів».